# Liste des arrêts de la Cour suprême des États-Unis, volume 492
Ceci est une liste des arrêts de la Cour suprême des États-Unis du volume 492 de l’United States Reports (1989) :

## Liste
- Murray v. Giarratano, 492 U.S.  1 (1989)
- Granfinanciera, S. A. v. Nordberg, 492 U.S.  33 (1989)
- Hoffman v. Connecticut Dept. of Income Maintenance, 492 U.S.  96 (1989)
- Sable Communications of Cal., Inc. v. FCC, 492 U.S.  115 (1989)
- Department of Justice v. Tax Analysts, 492 U.S.  136 (1989)
- Public Employees Retirement System of Ohio v. Betts, 492 U.S.  158 (1989)
- Duckworth v. Eagan, 492 U.S.  195 (1989)
- H. J. Inc. v. Northwestern Bell Telephone Co., 492 U.S.  229 (1989)
- Browning-Ferris Industries of Vt., Inc. v. Kelco Disposal, Inc., 492 U.S.  257 (1989)
- Penry v. Lynaugh, 492 U.S.  302 (1989)
- Stanford v. Kentucky, 492 U.S.  361 (1989)
- Wyoming v. United States, 492 U.S.  406 (1989) (per curiam)
- Brendale v. Confederated Tribes and Bands of Yakima Nation, 492 U.S.  408 (1989)
- Board of Trustees of State Univ. of N. Y. v. Fox, 492 U.S.  469 (1989)
- Webster v. Reproductive Health Services, 492 U.S.  490 (1989)
- County of Allegheny v. American Civil Liberties Union, Greater Pittsburgh Chapter, 492 U.S.  573 (1989)
- Powell v. Texas, 492 U.S.  680 (1989) (per curiam)
- California v. American Stores Co., 492 U.S.  1301 (1989)

## Source
- (en) Cet article est partiellement ou en totalité issu de l’article de Wikipédia en anglais intitulé « List of United States Supreme Court cases, volume 492 » (voir la liste des auteurs).